# Parafia św. Leonarda Opata w Mykanowie
Parafia Świętego Leonarda Opata w Mykanowie – parafia rzymskokatolicka w Mykanowie. Należy do dekanatu Mykanów archidiecezji częstochowskiej. Została utworzona w XIII wieku.